# Dasycercus blythi
Мулгара пухнастохвоста (Dasycercus blythi) — вид хижих сумчастих ссавців з родини кволові (Dasyuridae). D. blythi був вперше описаний відмінним від Dasycercus cristicauda, але протягом більше тридцяти років вважався синонімом другого. Адамс та ін. (2000) провели обмежене молекулярне вивчення роду Dasycercus і визначили, що існує два види в ньому. D. blythi – ендемік Австралії, де він широко розповсюджений у посушливих районах центру і заходу країни. Оскільки повторне визнання D. blythi як виду відбулося відносно недавно потрібний повторний перегляд музейних зразків та повторне описове розмежування видів. Живе на спініфексових (рід Triodia) луках. 

## Опис
Веде самітницький, нічний (хоча не суворо) спосіб життя. Протягом дня ховається в норах до 0.5 м глибиною. Має широкий діапазон поживи, яка включає різні види комах, скорпіонів, багатоніжок, гризунів, рептилій і дрібних ссавців. Дає потомство один раз на рік, максимальний розмір виводку шість і співвідношення статей 1:1. Шлюбний сезон триває з червня по жовтень. Дуже невелика частина населення доживає до трьох років. У неволі D. blythi може жити до 5 років. Домашній діапазон особин цього виду: від 1.4 до 14 гектарів. Це великий вид з вагою понад 100 грам, довжиною голови й тіла 15 см, і довжиною хвоста 9 см. Самці помітно більші за самиць. Спина піщано-коричнева, шия та живіт сірувато-білі. Короткий хвіст червонуватий поруч з тілом.

## Етимологія
Вид названо на честь Ей. Сі. Блайта (англ. A. C. Blyth) (дати не знайдено), який зібрав живі зразки цього невеликого м'ясоїдного сумчастого в районі Пілбара, Західна Австралія. Він надав зразки Едгару Вейту з Австралійського музею в Сіднеї, який назвав тварину на його честь. Вейт повернув тварин Блайту, від якого, звільнені, вони, мабуть, втекли.

## Загрози та охорона
Негативний вплив на вид справили випас інтродукованих видів (наприклад, верблюдів, крільв, великої рогатої худоби), а також зміни у режимі пожеж. Можливо також, що хижацтво диких кішок та лисиці, загрожують цього виду. Зміна клімату, ймовірно, буде представляти загрозу для цього виду в майбутньому.